# Scie passe-partout
Pour les articles homonymes, voir Scie (homonymie) et Passe-partout.

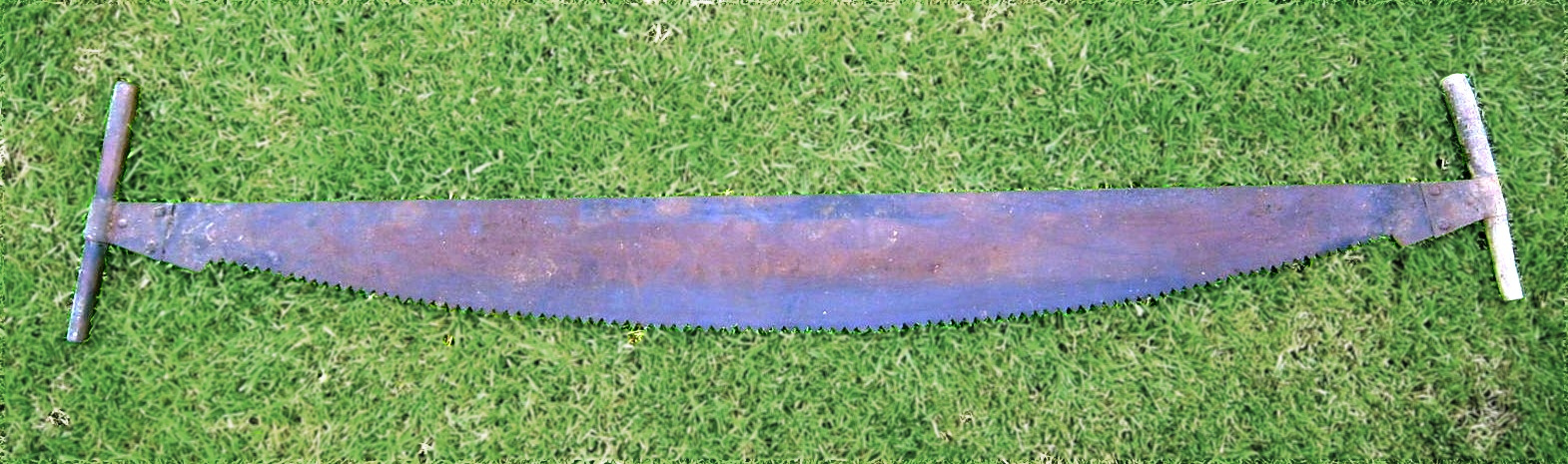
C'est un outil dont la lame est flexible. Les dents sont taillées de façon à pouvoir scier dans les deux sens.

La scie passe-partout, parfois nommée passant,  scie harpon  et, au Québec, godendart , est une scie à large lame avec une poignée à chaque extrémité destinée à abattre les arbres, à scier les grumes ou billes de bois en différentes longueurs, et à débiter de grosses pièces (troncs d’arbres, blocs de pierre tendre). Elle est maniée par deux ouvriers. Le terme godendart en usage au Québec est d'origine néerlandaise.

## Histoire
La scie passe-partout est utilisée depuis l'époque gallo-romaine, en France notamment, comme l'atteste la stèle funéraire d'un charpentier conservée dans un musée de Metz.
Si sa représentation (ou sa mention) n'est pas rare (sans être fréquente) en héraldique, c'est surtout dans l'iconographie chrétienne qu'elle est présente. En effet, l'attribut de Simon le Zélote étant la scie, celle-ci est très souvent figurée par la scie passe-partout.
Le terme lui-même de « passe-partout » est déjà mentionné au milieu du XVIIIe siècle dans l'Encyclopédie de Diderot et d'Alembert.

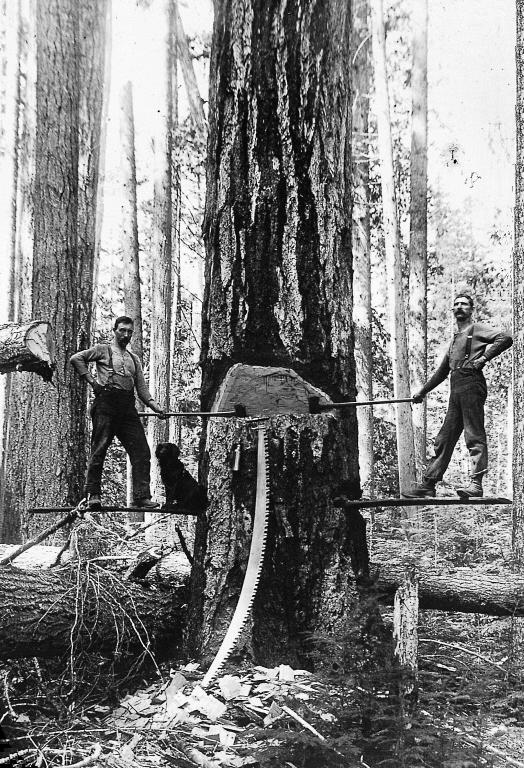
Deux bûcherons en Colombie-Britannique vers 1895.
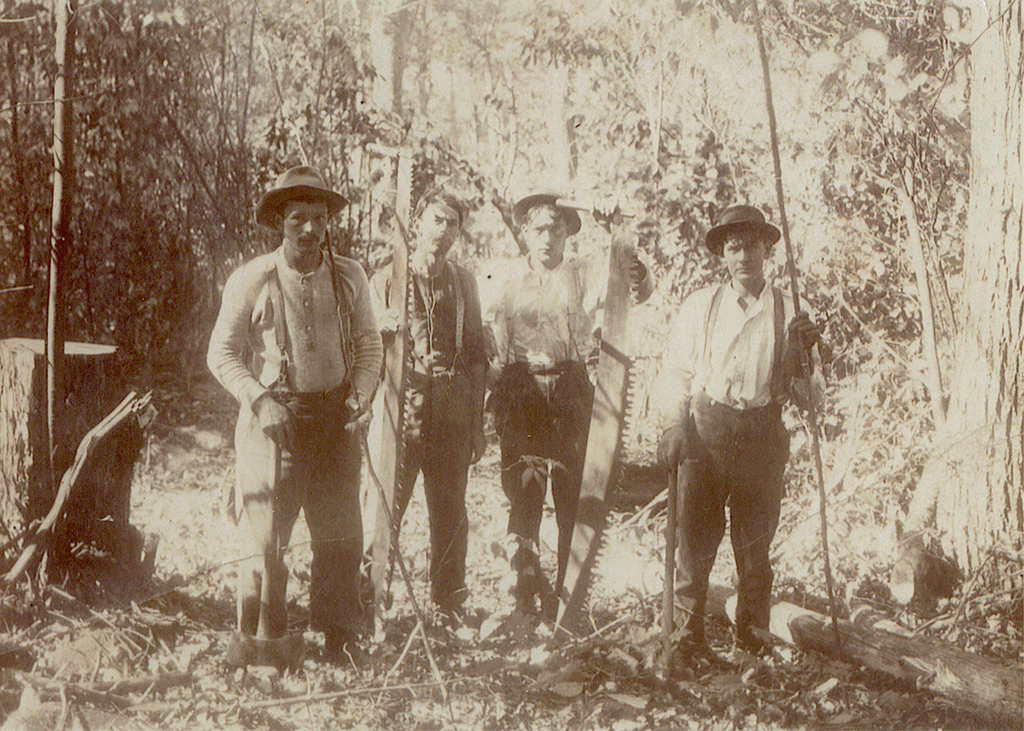
Bûcherons posant avec leurs outils.
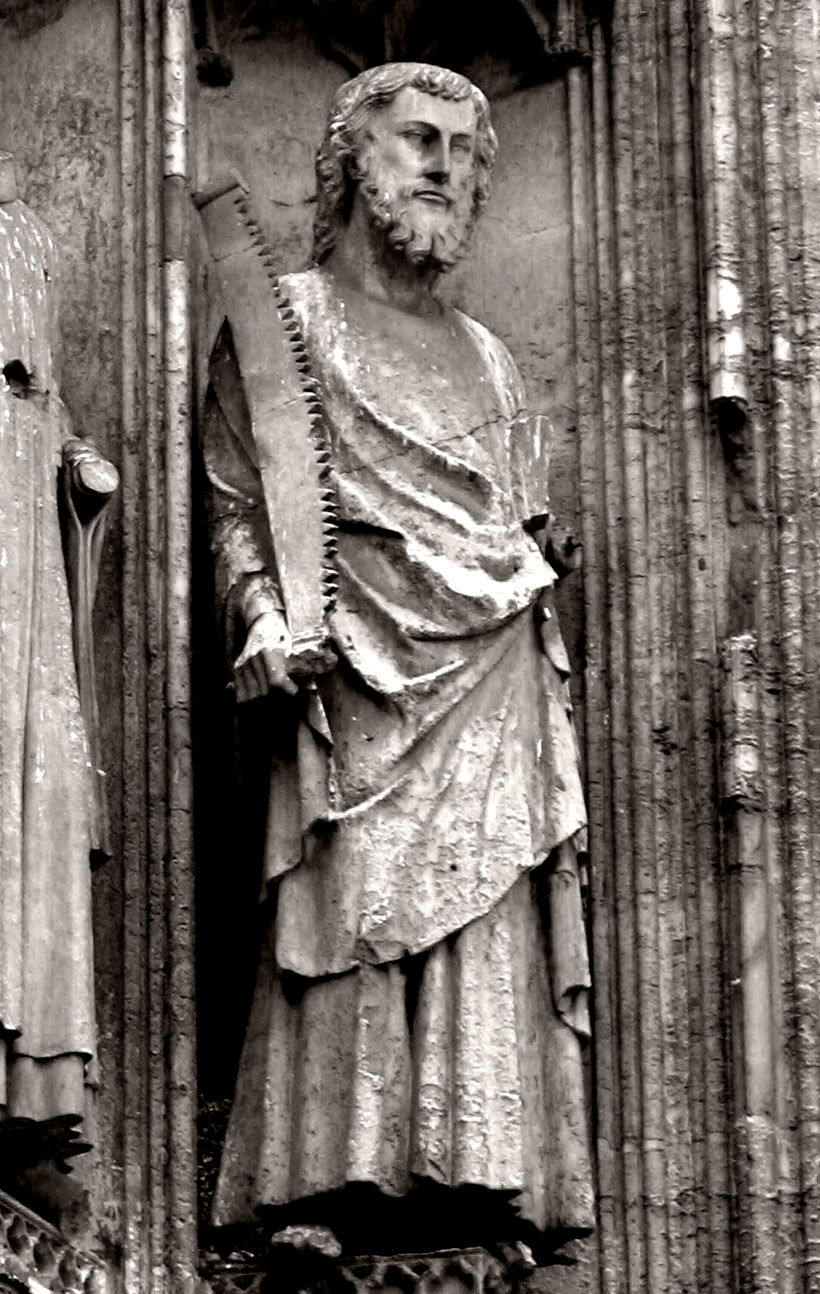
Statue d'un bûcheron à la cathédrale Notre-Dame de Rouen
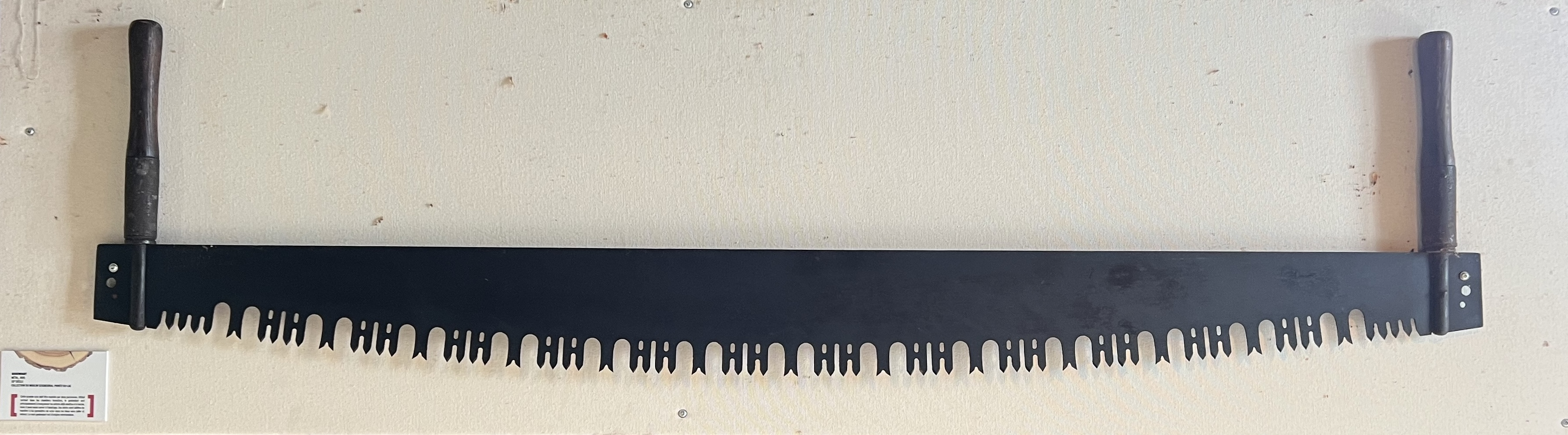
Godendart en usage au XXe siècle exposé au Moulin seigneurial de Pointe-du-Lac au Québec.

## Mode d'emploi
L'arrivée de la scie passe-partout a pu être perçue comme une révolution dans le monde forestier, car elle est un bon complément à la hache dans l'abattage de gros arbres, car elle permet des coupes plus précises. Elle présente malgré tout plusieurs inconvénients : il faut deux hommes pour la manier, son utilisation reste difficile et très pénible physiquement. De plus, c'est un outil qui demande un entretien beaucoup plus important que les autres outils forestiers, notamment pour l'affutage, assez compliqué. Il faut ajouter aussi que, malgré l'invention de cette scie, la hache reste très utilisée, notamment pour l'élagage de grosses branches ou encore la taille du « sifflet », entaille de coupe en biseau dans la base de l'arbre servant à indiquer la direction de la chute de l'arbre souhaitée. De même, elle ne dispense pas de l'emploi d'un ou de plusieurs coins.
Le principe d'utilisation est assez simple : chacun tire vers soi à son tour, et ne pousse jamais. En effet, si l'un pousse, la lame flambe, et se bloque, plantant les dents de la scie dans le bois. La longueur de la lame est variable, et peut être comprise entre un mètre ou un peu moins (pour débiter des arbres de petit diamètre) à plus de 3 mètres (assez rares et utilisées pour les coupes d'arbres sur pied très larges). 

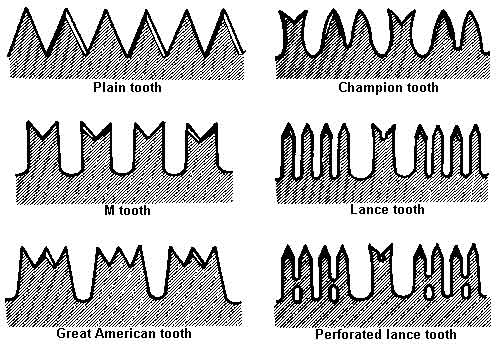
Différents types de dentures pour des scies passe-partout.

En règle générale, la longueur de ces lames est comprise entre 1,20 et 1,80 mètre, et la hauteur de la lame est, au milieu, d'environ une dizaine de centimètres au minimum, dents comprises. Celles-ci peuvent être plus ou moins grandes, suivant l'utilisation désirée. Ainsi, on se sert plutôt, pour l'abattage, de scies avec une très large denture (plus de 3 centimètres de longueur), alors que celles utilisées pour débiter du bois ou couper de grosses branches possèdent des dents plus petites. Elles sont souvent espacées, pour évacuer plus facilement la sciure de la coupe et ainsi éviter l'encrassement de la lame qui rendrait le sciage moins efficace. Au départ, la denture la plus fréquente est la denture isocèle, avec des dents triangulaires, pratique pour la simplicité d'affutage notamment. Mais dès le début du XIXe siècle apparait la denture américaine, avec des dents isocèles alternées avec des dents raboteuses, faites pour évacuer la sciure de la fente. Ce type de scie s'avère bien utile surtout pour le débitage du bois ou pour la coupe de bois plus mince, car les dents n'accrochent pas directement. En revanche, l'affutage est beaucoup plus complexe qu'avec une denture classique. Il faut également remarquer que les lames des scies passe-partout sont assez fréquemment légèrement « courbées », ce qui a pour effet que la lame est plus large au milieu que sur les extrémités, et donc que, pendant la coupe, les dents du milieu accrochent beaucoup plus le bois lors de leur passage que les dents situées à l'extrémité. 

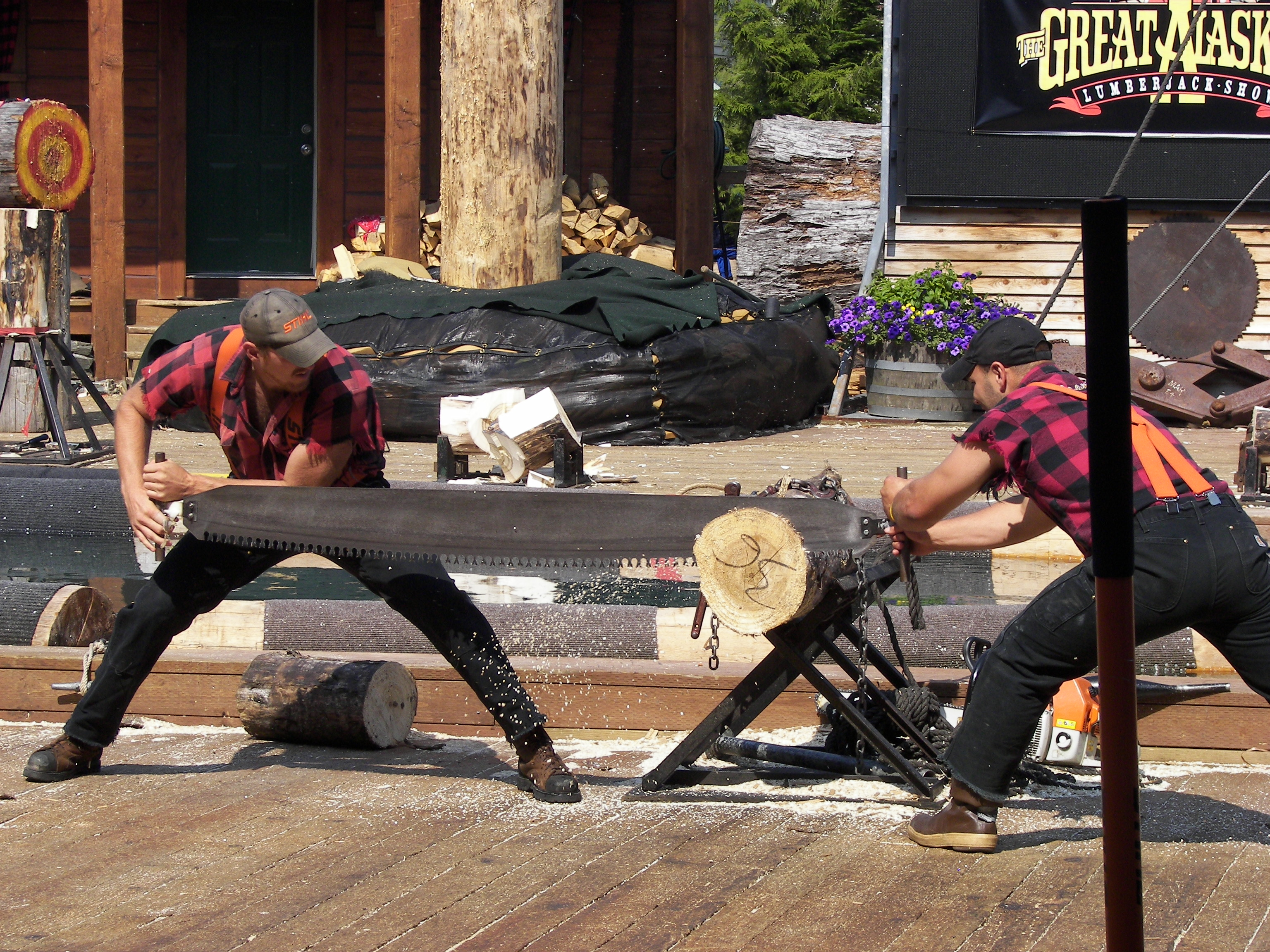
Démonstration de l'utilisation de la scie par des bûcherons alaskiens.

Il se trouve que, vu leur longueur parfois impressionnante, ces scies sont peu pratiques à transporter, car elles plient facilement. Ainsi, le plus pratique pour leur transport est de les enfermer entre deux planches, maintenues serrées. Depuis l'apparition de la tronçonneuse couramment dans les années 1960 (inventée pourtant en 1926), du fait de sa difficulté d'utilisation (pénibilité physique notamment et le temps qu'elle demande) elle n'est quasiment plus utilisée pour la coupe du bois, mais on la retrouve dans des états plus ou moins médiocres sur des concours de bûcheronnage ou sur les façades d'anciennes fermes.

### Entretien
L'affutage se fait avec un tiers-point, petite lime de section triangulaire. 
Il faut donner des coups de lime en conservant toujours le même angle en partant bien de la base de la dent pour finir à son sommet. C'est la raison principale de son usure. C'est pourquoi on remarque que celle-ci est beaucoup plus prononcée sur les dents du milieu que sur celles situées aux extrémités de la lame.